# Жукова, Валентина Петровна
Валентина Петровна Жукова (1932—2001) — Герой Социалистического Труда.

## Биография
Родилась 10 марта 1932 года в селе Крапивье, ныне Суздальского района Владимирской области. Русская. Член КПСС с 1955 года, окончила заочную высшую партийную школу.
С 1959 года работала на Ивановском заводе силикатного кирпича учеником прессовщика, съемщицей, прессовщиком-оператором. Не раз переходила в отстающие бригады. Первая па предприятии освоила модернизированный процесс с автосъемом. Затем одновременно стала обслуживать два пресса. Задания первого года 10-й пятилетки выполнила досрочно. Указом Президиума Верховного Совтеа СССР от 4 марта 1976 года присвоено звание Героя Социалистического Труда.
С октября 1982 года — заместитель генерального директора объединения «Ивановостройматериалы». Жила в Иваново. Награждена двумя орденами Ленина, орденом Трудового Красного Знамени, медалями.
Скончалась 26 июля 2001 года. Похоронена на Богородском (городском) кладбище.

## Награды
- Медаль «Серп и Молот»